# Arzé
Arzé é um filme de comédia dramática libanês de 2024 dirigido por Mira Shaib em sua estreia na direção de longas-metragens. O filme é estrelado por Diamand Abou Abboud, Betty Taoutel e Bilal Al Hamwi. O filme foi a submissão do Líbano ao 97º Oscar, mas não foi indicado.

## Enredo
Arzé, uma mãe solteira, está determinada a comprar uma scooter usada para seu filho para que ele possa ajudá-la a entregar as tortas de dar água na boca que ela assa, sua única fonte de renda. Para fazer isso acontecer, ela rouba e penhora a pulseira de sua irmã – o que pode ou não ter sido uma boa ideia.

## Elenco
- Diamand Abou Abboud como Arzé
- Betty Taoutel como Layla
- Bilal Al Hamwi como Kinan
- Shaden Fakih como Dina
- Hagop Der Ghougassian como Sevag
- Junaid Zeineldine como Noor
- Fouad Yammine como Nicolas
- Fadi Abi Samra como Joseph
- Tarek Tamim como Saadeddine
- Elie Mitri como Junkyard Owner
- Joyce Nasrallah como Odette
- Saad Kadri como Ahmad
- Ibrahim Ajami como Ali
- Mounir Challita como Mandoor
- Kathy Youness como Yasmine

## Produção
O filme foi escrito e produzido por Louay Khraish e Faissal Sam Shaib. O roteiro, de Faissal Sam Shaib e Louay Khraish, foi finalista oficial na Competição de Roteiristas de Primeira Viagem no Prêmio Van Gogh do Festival de Cinema de Amsterdã de 2018.
Após assinarem o projeto, Mira Shaib e a produtora Zeina Badran foram selecionadas em 2018 para a Residência Global Media Makers LA do Film Independent, onde desenvolveram o projeto. Em 2019, o filme estava entre apenas seis projetos árabes selecionados para o Red Sea Lodge inaugural, que foi em colaboração com o TorinoFilmLab. O filme, originalmente intitulado I Am Arzé, foi um dos primeiros beneficiários do Fundo de Produção da Red Sea Film Festival Foundation.
A produção do filme foi adiada devido aos protestos em massa em Beirute e, posteriormente, à pandemia, mas as filmagens acabaram ocorrendo no final de 2022, embora durante a pior crise financeira que o Líbano já havia testemunhado.

## Lançamento
O filme teve sua estreia mundial em Pequim e sua estreia norte-americana em Tribeca. As exibições em Tribeca foram organizadas pela organização cinematográfica sem fins lucrativos, The Future of Film is Female.
Arzé foi inicialmente selecionado para estrear na Competição Oficial do 45º Festival Internacional de Cinema do Cairo, mas o festival foi cancelado devido à Guerra Israel-Hamas. O filme foi selecionado novamente no ano seguinte para competir no Horizontes do Cinema Árabe, onde Louay Khraish e Faissal Sam Shaib ganharam o Prêmio Youssef Sherif Rezkallah de Melhor Roteiro e Diamand Abou Abboud o Prêmio de Melhor Atriz, um dia depois de ganhar o Prêmio Snow Leopard de Melhor Ator no festival Asian World Film.